# 运城号导弹护卫舰
“运城”号导弹护卫舰（舷号571）简称“运城”舰，是中国人民解放军海军第五艘054A型导弹护卫舰，可单独或协同海军其他兵力攻击敌水面舰艇、潜艇，具有较强的远程警戒和防空作战能力。运城舰由黄埔造船厂开工建造，于2008年8月8日命名并组建，2009年2月8日下水，2009年12月入列，现服役于南海舰队驱逐舰第二支队。运城舰舰名取自山西省运城市。
运城舰是054A型护卫舰第二批次首舰，中船黄埔文冲船舶有限公司总结“徐州”号导弹护卫舰和“黄山”号导弹护卫舰建造经验，制定《某型舰后续舰建造大纲》，实施总段建造模式，确立壳舾涂一体化建造原则，提高了该舰中间产品舾装率和船台舾装完整性，在第一批次的基础上做出了提高主船体线型光顺度、改进生活设施和合理化电缆敷设等改进。

## 历史
2011年11月2日，“运城”号导弹护卫舰和“海口”号导弹驱逐舰等组成海军第十批护航编队从广东省湛江市启航，赴亚丁湾、索马里海域执行护航任务。该次护航历时186天，总航程98180海里，共完成40批240艘中外船舶护航任务。2012年6月7日，“运城”号导弹护卫舰等返回湛江军港。
2012年10月22日，“运城”号导弹护卫舰、“海口”号导弹驱逐舰及“广州”号导弹驱逐舰穿越冲绳南面海域，赴西太平洋海域进行例行训练。
2013年12月19日，由“运城”号导弹护卫舰、“黄山”号导弹护卫舰及“微山湖”号综合补给舰等组成解放军海军南海舰队舰艇编队从湛江市启航，赴西太平洋等海域进行海上持续戒备、反恐反海盗、联合搜救等科目的演练。
2014年5月，中国海洋石油总公司钻井平台海洋石油981在西沙海域进行钻井作业。5月13日，“运城”号导弹护卫舰抵达钻井平台所在海域，驱逐干扰作业的越南海警船。
2014年8月1日，“运城”号导弹护卫舰和“长白山”号综合登陆舰、“巢湖”号综合补给舰等组成海军第十八批护航编队从湛江某军港起航，再赴亚丁湾、索马里海域执行护航任务。
2025年7月3-7日，包括此艦、“山东”舰、“延安”舰及“湛江”舰在內的海軍艦艇編隊，將訪問香港，而此艦與“湛江”舰將於昂船洲海軍基地停泊，並於7月5-6日開放予公眾參觀。